# Brigitte Lozerec'h
Brigitte Lozerec'h, née à Paris en 1945, est une écrivaine et biographe française.

## Biographie
Née à Paris dans le quartier de Saint-Germain-des-Prés, sixième enfant d’une famille qui en comptera dix, Brigitte Lozerec’h a pris pour pseudonyme le nom d’un lieu-dit des rives du golfe du Morbihan. Égarée dans la pléthore familiale, elle a trouvé par l’écriture le seul moyen d’exprimer ses désarrois et ses interrogations après des années de graves conflits parmi les siens.
En 1975, elle rencontre Jean-Jacques Pauvert. Ce sera le grand virage de sa vie, ainsi qu'elle le raconte dans son premier livre, L'Intérimaire sorti en 1982, puis dans La Permission en 2001. 
Elle choisit pendant plus de dix ans le secrétariat volant pour réserver son temps libre à l’écriture entre deux missions. D'où le titre de son premier livre, L'Intérimaire, qui connut un grand succès de librairie : elle y a touché le tabou encore jamais abordé si clairement de l’inceste dévastateur entre grands frères et petite sœur. Aveu qui lui aura été très douloureux à exprimer, comme le révèlent peu à peu ses pages.
En 2006-2007, après avoir publié la biographie de l'explorateur polaire, Sir Ernest Shackleton (récompensée par une mention de l'Académie de marine), elle a été directrice scientifique de l’exposition « Survivants des glaces / Avec Shackleton vers le pôle Sud », inaugurée le 10 décembre 2006 à la Corderie Royale - Centre International de la Mer de Rochefort ; Exposition montrant les conditions extrêmes dans lesquelles ont survécu, en Antarctique, de 1915 à 1917, Sir Ernest Shackleton, l’un des explorateurs polaires les plus héroïques, et ses 27 compagnons, après avoir vu leurs trois mats l’Endurance broyé par la banquise. Son sens inné du commandement, son optimisme et son abnégation, lui ont permis de les ramener tous sains et saufs à la civilisation. Son exploit de chef d’expédition soucieux de faire passer la vie de ses hommes avant ses intérêts et sa propre vie en a fait un héros exemplaire devenu légendaire.
Le 5 mars 2009 est sorti son dernier roman : Trait pour traits. Après la rupture de contrat avec son éditeur Belfond, ce roman a été traduit aux États-Unis et publié en 2013 aux éditions Dalkey Archive Press sous le titre Sisters.
Le 25 avril 2014, elle épouse l'éditeur Jean-Jacques Pauvert (1926-2014) en la mairie du Rayol-Canadel-sur-Mer comme l'a révélé le quotidien Var-Matin du lendemain.

## Œuvres
- L’Intérimaire, Jean-Jacques Pauvert chez Julliard, 1982 ; Fayard 1995 ; traduction anglaise sous le titre The Temp aux éditions Methuen, 1985
- L’Apprentie,  Jean-Jacques Pauvert chez Julliard, 1986 (épuisé)
- Une Famille, Flammarion, 1987
- Longtemps après, Robert Laffont 1991 (épuisé)
- Zones de Turbulences, Robert Laffont, 1994 (épuisé)
- La Permission, Éditions du Rocher, 2001
- Sir Ernest Shackleton, Grandeur et endurance d’un explorateur, Le Rocher, 2004  (ISBN 2268048314) Ouvrage couronné par l'Académie de Marine en 2005
- Trait pour traits, Belfond, 2009, publié en avril 2013 aux États-Unis chez Dalkey Archive Press.

### Coécritures
- Pour l’amour d’un père – Georgina Souty/Brigitte Lozerec’h, Ramsay-MD production, 1995.
- Le mariage interdit – Delphine Benama/Brigitte Lozerec’h, le Rocher, 2001.
- Une si longue quête – Robert Laffont/Brigitte Lozerec’h, Éditions Anne Carrière, 2005.